# Exyston variatus
Exyston variatus là một loài tò vò trong họ Ichneumonidae.